# Sericostoma carinthiacum
Sericostoma carinthiacum là một loài Trichoptera trong họ Sericostomatidae. Chúng phân bố ở miền Cổ bắc.